# Annaphila pseudoastrologa
Annaphila pseudoastrologa är en fjärilsart som beskrevs av Giovanni Sala 1963 [1964. Annaphila pseudoastrologa ingår i släktet Annaphila och familjen nattflyn. Inga underarter finns listade i Catalogue of Life.